# Playstation VR
Playstation VR, känd under kodnamnet Project Morpheus under utvecklingen, är VR-glasögon för virtuell verklighet som utvecklats av Sony Interactive Entertainment och tillverkas av Sony, som släpptes den 13 oktober 2016. Den är utformad för att vara fullt fungerande med Playstation 4.

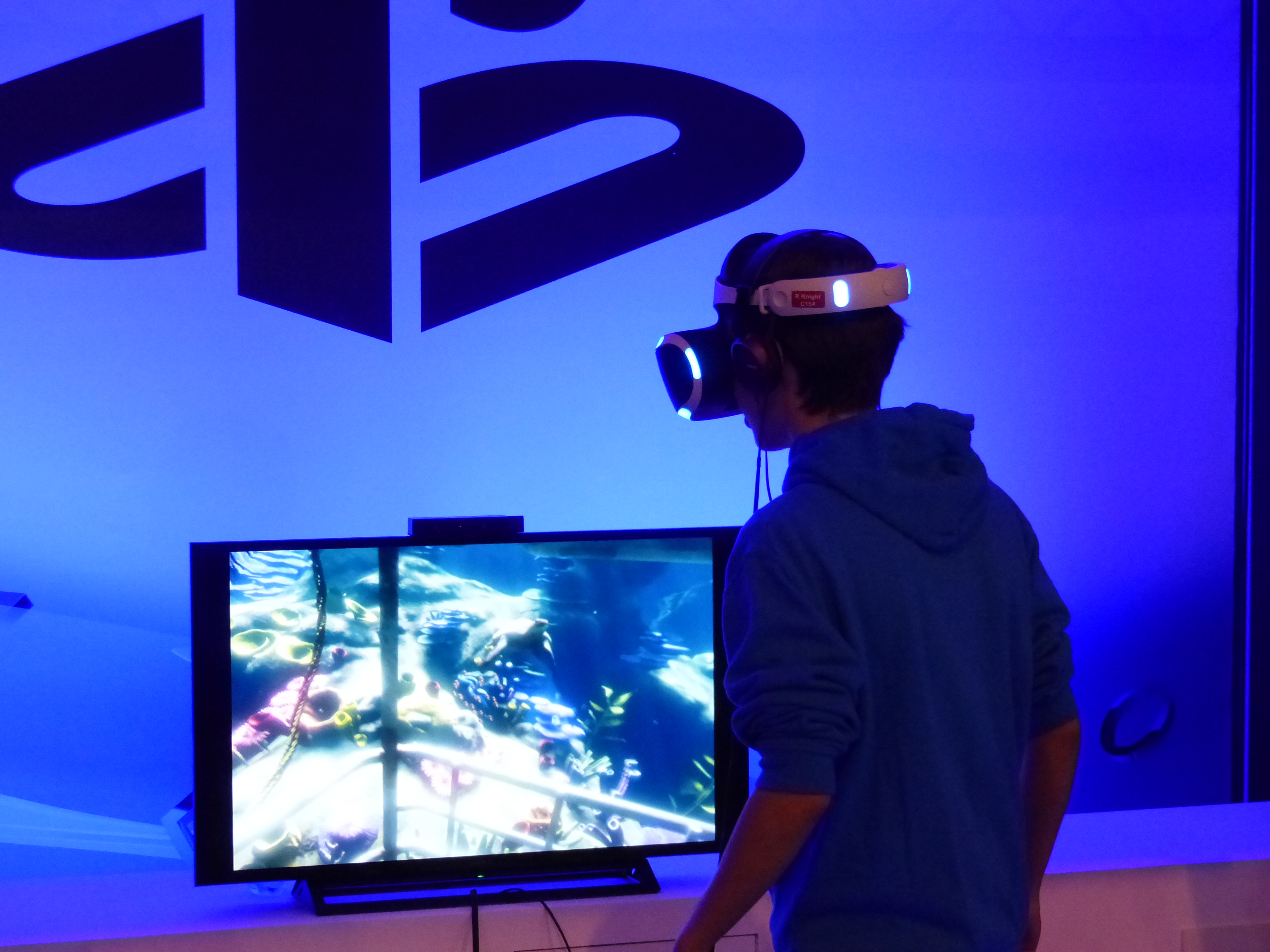
En spelare har på sig VR-glasögonen PlayStation VR.